# Alt St. Martin (Muffendorf)

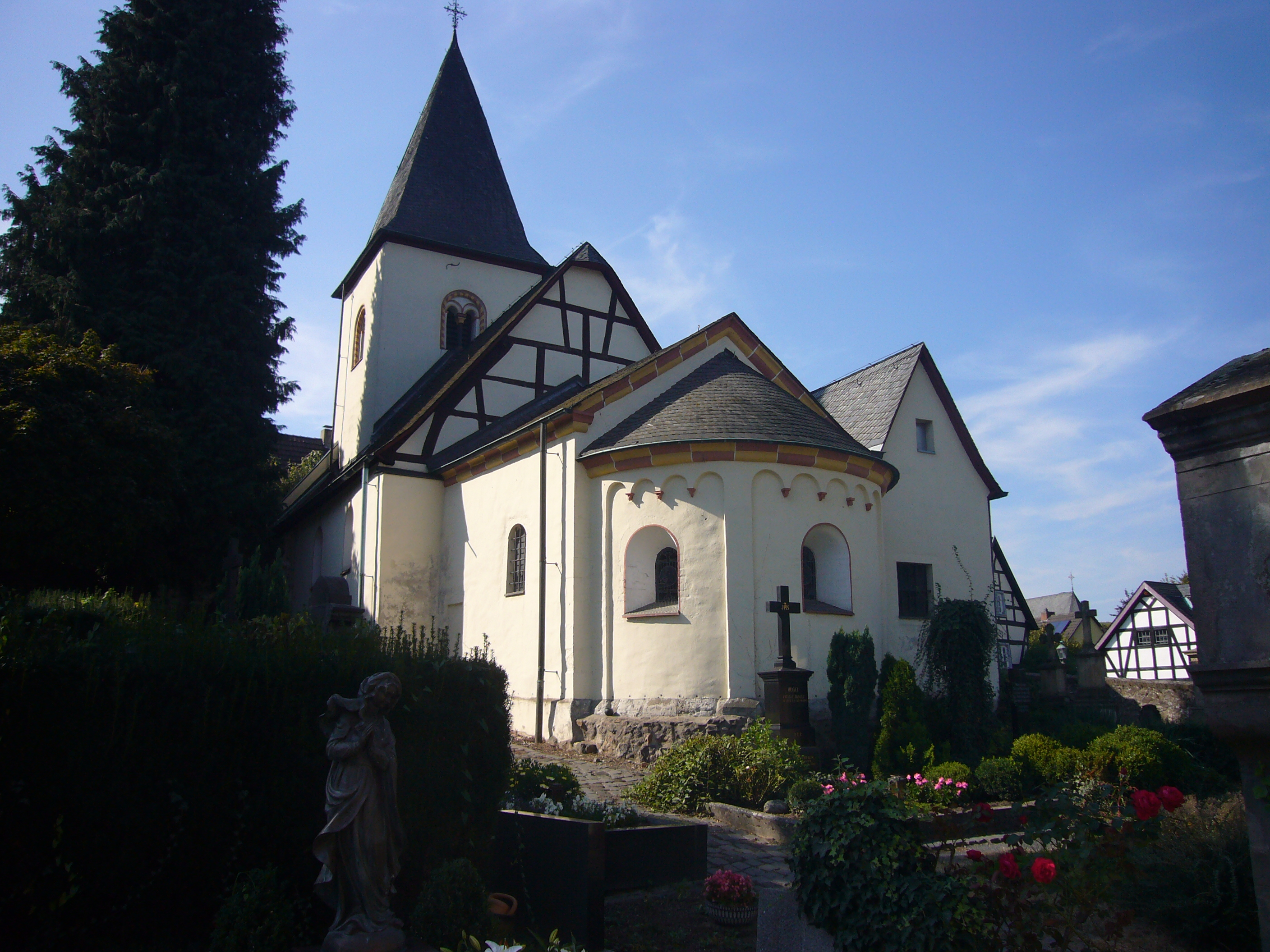
Alt St. Martin zu Muffendorf (2011)

Alt St. Martin ist ein römisch-katholisches Gotteshaus in Muffendorf, einem Bonner Ortsteil im Stadtbezirk Bad Godesberg. Es steht als Baudenkmal unter Denkmalschutz.

## Geschichte

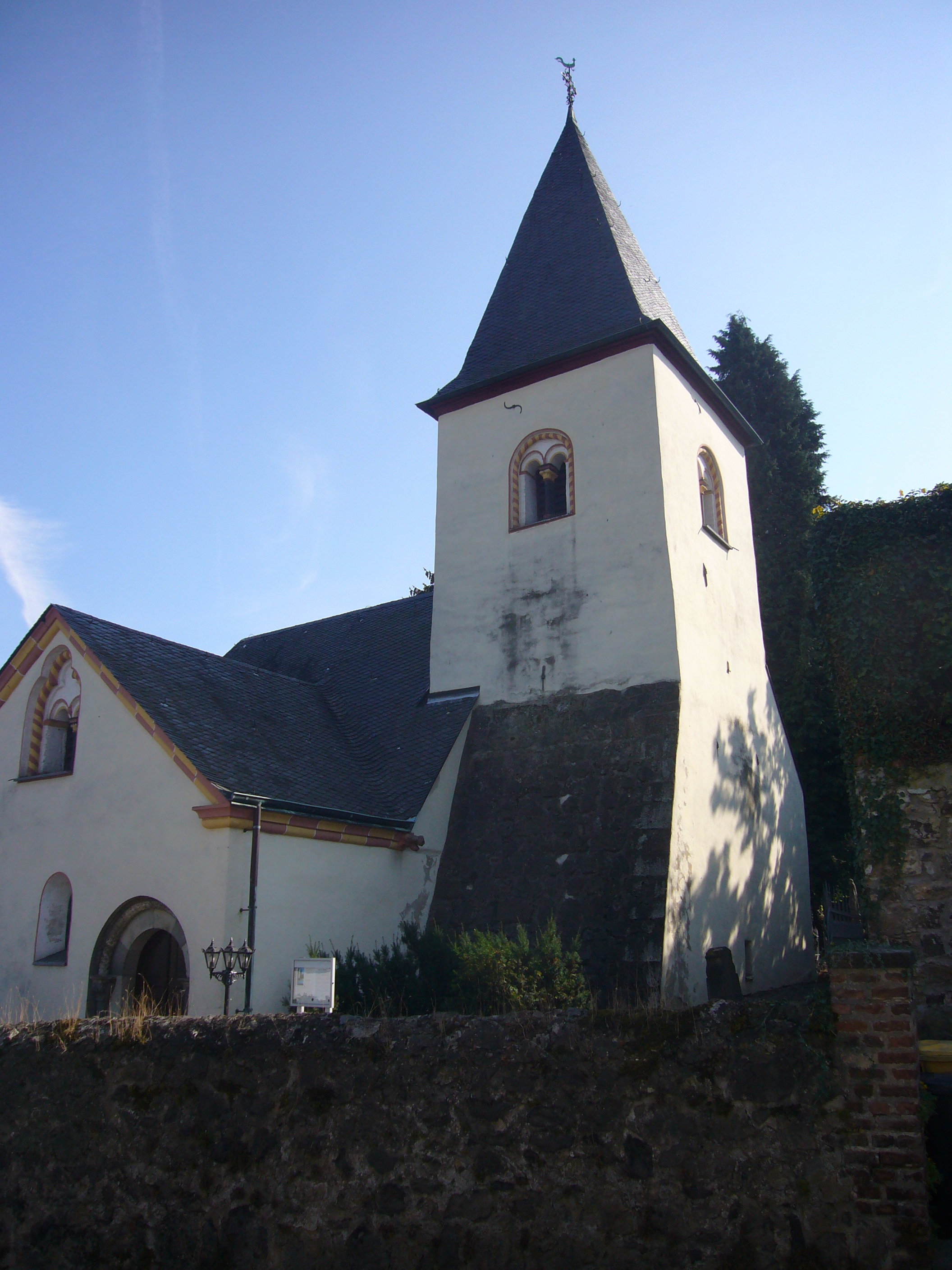
Alt St. Martin

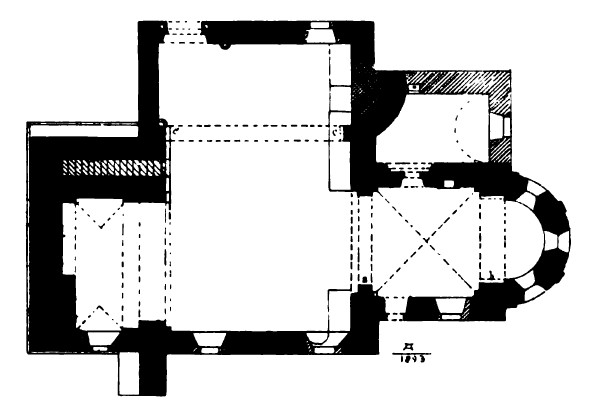
Grundriss 1893

Die Muffendorfer St. Martinskirche war wahrscheinlich ursprünglich königliche Eigenkirche, sie wurde 913 erstmals erwähnt. In unmittelbarer Nähe befand sich der zur Abtei Michaelsberg gehörende „Siegburger Hof“. Ein 1910 im Altar gefundener vermauerter Weihestein der Göttin Diana lässt auf ein älteres römisches Heiligtum an Stelle der heutigen Kirche schließen.
Kern der heutigen romanischen Dorfkirche ist ein turmloser Saalbau mit flacher Decke aus der Zeit um 1100 mit Chorquadrat. Bei einer Erweiterung um 1200 wurde im Chor ein Kreuzrippengewölbe eingezogen, eine Apsis sowie der Westturm mit Pyramidendach angefügt. Im Norden ergänzte man den Bau um ein Seitenschiff mit kleiner Apsis und rundbogigem Eingangsportal. Im 17. Jahrhundert wurde im Winkel zwischen Chor und nördlichem Seitenschiff eine Sakristei angefügt. Bei einer Restaurierung 1910/11 wurden barocke Umbauten rückgängig gemacht.
Alt St. Martin verlor seine Funktion als römisch-katholische Pfarrkirche, als mit Neu St. Martin 1895 in Muffendorf eine größere neugotische Hallenkirche geweiht wurde. Am eindrucksvollsten wirkt die alte Kirche von dem sie umgebenden Friedhof her. In der Kirche ist eine kleine Orgel von 1991 der Werkstatt Orgelbau Simon aus Muddenhagen mit fünf Registern vorhanden.